# Zdeněk Šesták
Zdeněk Šesták (* 10. prosince 1925 Cítoliby u Loun) je český hudební skladatel. Je známý tvorbou symfonickou, komorní a sborovou. Propaguje díla autorů cítolibské skladatelské školy 18. století.

## Životopis
Pochází z hudbymilovné rodiny. Matka byla učitelka a zpívala v chrámovém sboru, otec hrál na violoncello v orchestru železničářské filharmonie v Praze. Cítolibskou obecnou školu navštěvoval v letech 1931–1936, reálné gymnázium v Lounech 1936–1944. Komponování studoval na Pražské konzervatoři v letech 1945–1950 u Emila Hlobila a Miroslava Krejčího. Své hudební vzdělání doplnil paralelním studiem hudební vědy na Filosofické fakultě Univerzity Karlovy u Josefa Huttera a Jana Němečka. V té době rovněž navštěvoval přednášky Jana Patočky o antické filosofii. Během vojenské presenční služby v letech 1950–1952 působil jako flétnista u Vojenské divizní hudby ve Slaném. 1952–1954 působil v Ústředním domě lidové tvořivosti v Praze, 1954–1957 v Armádním uměleckém souboru Víta Nejedlého a Ústředním domě armády. Od 1957 svobodné povolání jako hudební skladatel. V letech 1968–1969 ústřední dramaturg symfonické, komorní a vokální hudby v Československém rozhlasu. 1991–1992 přednášel hudební regionalistiku na katedře hudební vědy Filosofické fakulty Univerzity Karlovy.
Je členem Společnosti českých skladatelů, Sdružení pro soudobou hudbu Přítomnost, Umělecké besedy a sdružení Pondělníci. V roce 2006 mu bylo Nadací Dagmar a Václava Havlových Vize 97 uděleno uznání za přínos filosofii vzdělávání.
V roce 2008 obdržel cenu Ministerstva kultury České republiky za celoživotní přínos české kultuře v oblasti hudby.
V roce 2013 obdržel, spolu s Jiřinou Fikejzovou, Zlatou cenu OSA za celoživotní dílo.

## Tvorba a muzikologický výzkum
Šestáka lze považovat za syntetika, poučeného z české a světové tvorby 20. století. Jeho díla nepodléhají módním vlnám a nenalezneme v nich snahu po líbivosti. Mají pevný tvar a přehlednou kompozici. Hudebními prostředky řeší Šesták etické a ontologické otázky, jak napovídají názvy jeho skladeb. V tom je ovlivněn zejména stálým studiem antické filosofie a rovněž barokní homiletické literatury. Náměty skladeb nalézá rovněž v historii, literatuře a poezii.
Náhodný objev hesla „Urtica“ (Kopřiva) v Dlabaczově lexikonu českých umělců ze začátku 19. století ho přivedl ke studiu skladatelské tvorby cítolibské rodiny Kopřivů a dalších příslušníků cítolibské skladatelské školy, zejména Jana Adama Galliny, Jana Nepomuka Venta a Jakuba Lokaje.

## Dílo (výběr)

### Orchestrální a vokálně-symfonická hudba
- Symfonická fantazie (Variační), 1966
- Symfonie č. 2, 1970
- Symfonie č. 3, 1971
- Symfonie č. 4 (pro smyčcový orchestr), 1973
- Symfonie č. 5 „Chronos“, 1978
- Symfonie č. 6 „Věčný nepokoj srdce“, 1979
- Koncert pro smyčcový orchestr, 1973
- Sonata sinfonica pro orchestr dechových nástrojů, zvony a tympány, 1976
- Symfonické variace „Zpřítomnění okamžiku“, 1980
- Symfonická freska „Paměť“, 1981
- Symfonický dramatický obraz „Euripides“, 2001
- Koncert pro housle č. 1 „Sursum corda“, 1981
- Koncert pro housle č. 2 „Jan houslista“, 1983
- Koncert pro violu „Sokratovské meditace“, 1982,
- Koncert pro violoncello č. 1 „Světlo naděje“, 2002
- Koncert pro violoncello č. 2 „Cesta poznání“, 2005
- Vokálně symfonický fragment „Fatum“ (podle Sofokla) pro sóla, sbor, orchestr a varhany, 1983
- Oratorium „Královna Dagmar“ (libreto Dagmar Ledečová), 1989

### Komorní hudba pro smyčcové nástroje
- Smyčcový kvartet č. 3 „Akroasis“, 1974
- Smyčcový kvartet č. 4 „Známý hlas“, 1975
- Smyčcový kvartet č. 5 „Labyrint duše“, 1976
- Smyčcový kvartet č. 6 „Máchovské variace“, 1993
- Smyčcový kvartet č. 7 „Soliloquia“, 1994
- Smyčcový kvartet č. 8 „Hledání světla“, 1996
- Smyčcový kvartet č. 9 „Sisyfos“, 1999
- Smyčcový kvintet č. 1 „Concentus musicus“, 1975
- Smyčcový kvintet č. 2 „Conscientia temporis“, 2000
- Smyčcový sextet „Chvála života“, 2001

### Komorní hudba pro dechové nástroje
- Concertino pro dechový kvintet, 1964
- Divertimento concertante pro pět dechových nástrojů, 1966
- Pět virtuózních invencí pro fagot, 1966
- Sonata pro dva klarinety, 1967
- Tři metamorfozy pro flétnu, 1968
- Musica tripartita pro klarinet, 1968
- Partita profana, 1975
- Euterpé pro hoboj a klavír, 1977
- Gratulační kasace, 1977
- Sonata da camera pro dechové nástroje, 1978
- Evocationes paschales pro trubku a varhany, 1993
- Sonata „Dies laetitiae“ pro trubku a varhany, 1994
- Partita capriccioso (Hommage à Jan Vent) pro dechové nástroje, 1997
- Symposium musicum pro dechový ansámbl, 1997
- Herakleitos (Movimenti musicali per nove stromenti a fiato), 1998
- Nonetto (Hommage à Josef Triebensee) pro dechové nástroje a kontrabas, 1999
- Musica bizzara pro fagot a klavír, 1999
- Trois pièces pro klarinet a klavír, 1999

### Vokální hudba

#### Písňové cykly s klavírem
- Čtyři dramatické fragmenty podle Manon Lescaut Vítězslava Nezvala (Komorní kantáta), 1975
- Blahoslavenství hudby. Cyklus písní pro bas a klavír na básně Vladimíra Šefla, 1983
- Hořké smutky Françoise Villona pro tenor a klavír, 1983
- Česká hudba. Cyklus písní na verše Vladimíra Šefla pro bas a klavír, 1984
- Dalekáť cesta má... Cyklus písní na verše K. H. Máchy pro baryton a klavír, 1984
- Neutíkej mi, chvíle blouznivá pro tenor a klavír (na verše Josefa Hory), 1984
- Hlas milého svého slyším (na biblický text Písně písní) pro mezzosoprán a klavír, 1985
- Naléhavý souzvuk tvarů (na verše Michelangela Buonarrotiho) pro bas a klavír, 1989
- Hledání moudrosti (na biblický text Knihy Kazatel) pro baryton a klavír, 1990
- Moudrost lásky. Komorní kantáta na texty Josefa Jelena pro soprán, bas a klavír, 1991

#### Sborové cykly – poemy a capella
- Hommage à Apollinaire, 1972
- Portrét Konstantina Biebla, 1974
- Puškinské vigilie, 1978

#### Skladby pro dívčí (dětský) sbor s klavírem
- Co to zvoní, co to cinká. Dětské sbory s klavírem na texty Jana Čarka, 1959
- Zvěstování jara. Kantáta na slovanskou lidovou poezii, 1979
- Vítej, slunko líbezné. Kantáta na českou lidovou poezii, 1980
- Vychádzalo súnečko. Kantáta na moravskou lidovou poezii, 1980
- Kdež ta ruože prokvitá. Kantáta na českou středověkou poezii, 1982
- V nově zem se zase směje. Kantáta na texty A. J. Puchmajera, 1984

### Duchovní hudba

#### Mše
- Missa brevis Citolibensis, 1949

#### Kantáty
- In Deo speravit cor meum, 1976
- Cantate Domino canticum novum, 1981
- Laudate Dominum omnes gentes, 1983
- Excita, Domine corda nostra, 1989
- Laetentur coeli et exultet terra, 1992
- Canticum poeticum de Adalberto sancto pro sóla, sbor a varhany, 1996

### Diskografie
- Symfonická fantazie Variační, Symfonický orchestr hlavního města Prahy FOK, dirigent Jiří Stárek, Panton 1967, č. kat. 010-9994
- Symfonie č. 3, Moravská filharmonie Olomouc, dirigent Jaromír Nohejl, Panton 1972, č. kat. 110320 G
- Hommage à Apollinaire (výběr), Pěvecký sbor Československého rozhlasu, sbormistr Milan Malý, Supraphon 1974, č. kat. 119 1576 G
- Koncert pro smyčcový orchestr, Symfonický orchestr Československého rozhlasu, dirigent Josef Hrnčíř, Panton 1975, č. kat. 11-0553 G; Supraphon 1980, č. kat. 1410-2755
- Symfonie č. 2, Symfonický orchestr Československého rozhlasu, dirigent Josef Hrnčíř, Panton 1976, č. kat. 11 0576 F
- Smrt Manon Lescaut (Závěrečná část kantáty na text V. Nezvala), Pěvecký sbor Československého rozhlasu, sbormistr Milan Malý, Brigita Šulcová soprán, Ivo Žídek tenor, Jiří Pokorný klavír, Panton 1976, č. kat. 11 0631 G
- Partita profana, Parthia di Praga: Z. Hebda, J. Hebda hoboje, J. Váca anglický roh, J. Šebek, B. Marek fagoty, Panton 1977, č. kat. 11-0671
- Portrét Konstantina Biebla, Pěvecký sbor Československého rozhlasu, sbormistr Milan Malý, Panton 1977, č. kat. 110615
- Pět virtuózních invencí pro fagot, Valerij Popov, Melodia-Vic (Japonsko) 1987, č. kat. 2347; David Breidenthal, Crystal Records (USA) 2002, č. kat. CD 842
- Gratulační kasace, Collegium musicum Pragense, dirigent František Vajnar, Panton 1979, č. kat. 8119-0105
- Smyčcový kvintet č. 1 Concentus musicus, Kvarteto českých filharmoniků: R. Novosad, V. Kolouch housle, J. Kroft viola, K. Vik violoncello, L. Malý j. h. viola, Supraphon 1979, č. kat. 1119-2597 G
- Puškinské vigilie, Pěvecký sbor Československého rozhlasu, sbormistr Milan Malý, Supraphon 1980, č. kat. 1119-2763 G; Panton 1983, č. kat. 8112-0383
- Koncert pro housle č. 1 Sursum corda, Státní symfonický orchestr Gottwaldov, dirigent Jiří Pinkas, Antonín Novák housle, Panton 1982, č. kat. 8110-0356
- Symfonické variace Zpřítomnění okamžiku, Česká filharmonie, dirigent Zdeněk Košler, Supraphon 1982, č. kat. 1119-3209 G
- Sonata da camera pro dechové nástroje, Colegium musicum Pragense, dirigent František Vajnar, Panton 1982, č. kat. 8110-0262 G
- Vítej, slunko líbezné. Kantáta na českou lidovou poezii, Iuventus paedagogica, sbormistr J. Kolář, Jitka Nešverová klavír, Panton 1984, č. kat. 8112-0470 G
- Kdež ta ruože prokvitá. Kantáta na českou středověkou poezii, Kühnův dětský sbor, sbormistr Jiří Chvála, Jiří Holeňa klavír, Supraphon 1984, č. kat. 1113-3668 G
- Vokálně symfonický fragment Fatum (podle Sofokla) pro sóla, sbor, orchestr a varhany, Filmový symfonický orchestr, dirigent Mario Klemens, Pěvecký sbor Československého rozhlasu, sbormistr Pavel Kühn, Brigita Šulcová a Karel Petr zpěv, Panton 1986, č. kat. 8112-0633
- V nově zem se zase směje. Kantáta na texty A. J. Puchmajera, Iuventus paedagogica, sbormistr J. Kolář, Jitka Nešverová klavír, Panton 1987, č. kat. 810723
- Sonata sinfonica pro orchestr dechových nástrojů, zvony a tympány, Česká filharmonie, dirigent František Vajnar, Český rozhlas 1987, č. kat. CR 0053-2031 (CD)
- Koncert pro housle č. 2 Jan houslista, Symfonický orchestr hlavního města Prahy FOK, dirigent Otakar Trhlík, Antonín Novák housle, Panton 1988, č. kat. 810843
- Dominus dixit ad me; Viderunt omnes fines terrae (dvě části kantáty Laetentur coeli et exultet terra), Kühnův smíšený sbor, sbormistr Pavel Kühn (snímek Českého rozhlasu), Santa Barbara Music Publishing (USA) 2000, č. kat. SBMP CD 5
- Smyčcový kvintet č. 2 Conscientia temporis, nahrálo Kocianovo kvarteto: Pavel Hůla, Miloš Černý housle, Zbyněk. Paďourek viola, Václav Bernášek violoncello, Daniel Trgina viola j. h., Arco diva 2005, č. kat. UP 0079-2 131 (CD)
- Orchestrální skladby I/Compositions for Orchestra I: Paměť (symfonická variační freska), Euripides (Dramatická variační freska), Koncert pro housle č. 1 (Sursum corda - Vzhůru, srdce), Koncert pro violu (Sókratovské meditace), Symfonie č. 5 (Chronos), Symfonie č. 6 (Věčný nepokoj srdce); nahráli Symfonický orchestr Českého rozhlasu, Moravská filharmonie Olomouc a Česká filharmonie; dirigenti: Ondřej Kukal, Jiří Pinkas, Marek Štilec, Zdeněk Mácal, Jaromír Nohejl, Jiří Malát; housle: Antonín Novák, viola: Pavel Janda (violista). Radioservis 2010, č. katalogu CR0501-2 (2 CD)
- Orchestrální skladby II/Compositions for Orchestra II: Zpřítomnění okamžiku (Symfonické variace), Koncert pro smyčcový orchestr, Symfonie č. 2, 3, 4, Koncert pro violoncello a orchestr č. 1 (Světlo naděje); nahráli Česká filharmonie, Symfonický orchestr Českého rozhlasu, Pražský komorní orchestr, Pražská komorní filharmonie, Moravská filharmonie Olomouc; dirigenti: Zdeněk Košler, Josef Hrnčíř, František Vajnar, Jakub Hrůša, Vít Micka; violoncello: Lukáš Pospíšil. Radioservis 2012, č. katalogu CR0598-2 (2 CD)
- Sborové skladby/Choral Works: Hommage à Apollinaire, Puškinské vigilie, Portrét Konstantina Biebla, In Deo speravit cor meum, Canticum poeticum de Adalberto sancto ad verba libri missalis, K. H. Mácha et J. Jelen, Laetentur coeli et exsultet terra; Pěvecký sbor Československého rozhlasu v Praze, sbormistři Milan Malý a Lubomír Mátl; Kühnův smíšený sbor, sbormistr Pavel Kühn; Vladimír Doležal tenor, Roman Janál baryton, Radovan Lukavský recitace, Josef Kšica varhany. Radioservis 2013, č. katalogu CR0682-2 (2 CD)
- Komorní tvorba/Chamber Works: Smyčcový kvartet č. 5 Labyrint duše, Kroftovo kvarteto: Josef Kroft, Jan Buble housle, Jan Marek viola, Ladislav Pospíšil violoncello; Krása hudby – cyklus písní pro bas a klavír na slova Vladimíra Šefla, Karel Petr bas, Jiří Pokorný klavír; Naléhavý souzvuk tvarů – cyklus písní pro baryton a klavír na texty Michelangela Buonarottiho: Roman Janál baryton, Daniel Wiesner klavír; Smyčcový kvartet č. 9 Sisyfos, Stamicovo kvarteto: Vítězslav Černoch a Josef Kekula housle, Jan Pěruška viola, Vladimír Leixner violoncello; Česká hudba – pět daguerrotypií pro bas a klavír na slova Vladimíra Šefla, Karel Petr bas, Jiří Pokorný klavír; Manon Lescaut – čtyři dramatické fragmenty pro soprán, tenor, smíšený sbor, violu a klavír podle dramatu Vítězslava Nezvala, Brigita Šulcová soprán, Ivo Žídek tenor, Jiří Pokorný klavír, Pavel Janda (violista) viola, Pěvecký sbor Československého rozhlasu v Praze, sbormistr Milan Malý. Radioservis 2014, č. katalogu CRO718-2 (2 CD)
- Komorní tvorba II/Chamber Works II: Sonáta pro trubku a varhany Dies laetitiae – Jiří Bachtík trubka, Linda Čechová-Sítková varhany. Smyčcový kvartet č. 7 Soliloquia – Stamicovo kvarteto. Sonata da camera pro osm dechových nástrojů – Colegium musicum Pragense, umělecký vedoucí František Vajnar. Smyčcový kvintet č. 2 Conscientia temporis – Kocianovo kvarteto. Tři kusy pro klarinet a klavír – Karel Dohnal klarinet, Daniel Wiesner klavír. Smyčcový kvintet č. 1 Concentus musicus – Kvarteto Českých filharmoniků, Lubomír Malý viola. Herakleitos, suita pro devět dechových nástrojů – Jan Riedlbauch flétna, Aleš Hustoles sopránový saxofon, Jan Brabec klarinet, Marek Zvolánek a Marek Vajo trubky, Petr Duda lesní roh, Miloš Wichterle a Pavel Langpaul fagoty, Miroslav Kopta basový pozoun, Vlastimil Mareš dirigent. Smyčcový kvartet č. 6 Máchovské variace – Kocianovo kvarteto. Musica bizzarra, suita pro fagot a klavír – Jaroslav Kubita fagot, Daniel Wiesner klavír. Radioservis 2016, č. katalogu CRO895-2 (2 CD)

### Ediční činnost
- Hudba citolibských mistrů 18. století, 2 LP, Supraphon 1968, č. katalogu 0 12 0251.
- Hudba citolibských mistrů 18. století, 5 LP, Supraphon 1985, č. katalogu 1119 4081-85 G.
- Musica antiqua Citolibensis, Supraphon 1994, č. katalogu 11 2148 - 2 – výběr z nahrávek z let 1968 a 1985.
- Musica antiqua Citolibensis, Supraphon 2007, 4 CD, č. katalogu SU 3908-2 – kompletní reedice nahrávek z let 1968 a 1985.

### Vlastní publikace
- ŠESTÁK, Zdeněk. Musica antiqua citolibensis. Nouze již odešla, velká radost jest k nám přišla. Louny: Městská knihovna Louny, 2009. 191 s. ISBN 978-80-904113-2-6. /recenze Kašpar, Oldřich, Zdeněk Šesták: Musica antiqua Citolibensis, Hudební rozhledy 64, 2011, č. 2, s. 56.
- ŠESTÁK, Zdeněk. Citolibská hudební kultura  v kontextu severozápadních Čech. Louny: občanské sdružení Lounští Lounským, 2024. 300 s. ISBN 978-80-905399-0-7.